# بلبل (حلب)
بلبل بلدة وناحية تابعة لمنطقة عفرين في محافظة حلب في سوريا. تقع شمال غرب مدينة حلب قرب الحدود التركية. بلغ عدد سكان البلدة 1742 نسمة والناحية 12,573 نسمة حسب تعداد عام 2004.
سيطر عليها الجيش السوري الحر ضمن عملية غصن الزيتون في شباط 2018.